# Krsy
Krsy (en allemand : Girsch) est une commune du district de Plzeň-Nord, dans la région de Plzeň, en République tchèque. Sa population s'élevait à 256 habitants en 2022.

## Géographie
Krsy se trouve à 26 km à l'est-sud-est de Mariánské Lázně, à 31 km au nord-ouest de Plzeň et à 101 km à l'ouest-sud-ouest de Prague.
La commune est limitée par Bezvěrov au nord, par Nečtiny au nord-est, par Úněšov au sud-est, par Ostrov u Bezdružic et Blažim au sud, et par Úterý à l'ouest.

## Histoire
La première mention écrite de la localité date de 1183.

## Administration
La commune se compose de cinq sections :
- Kejšovice
- Krsy
- Polínka
- Skelná Huť
- Trhomné

## Galerie

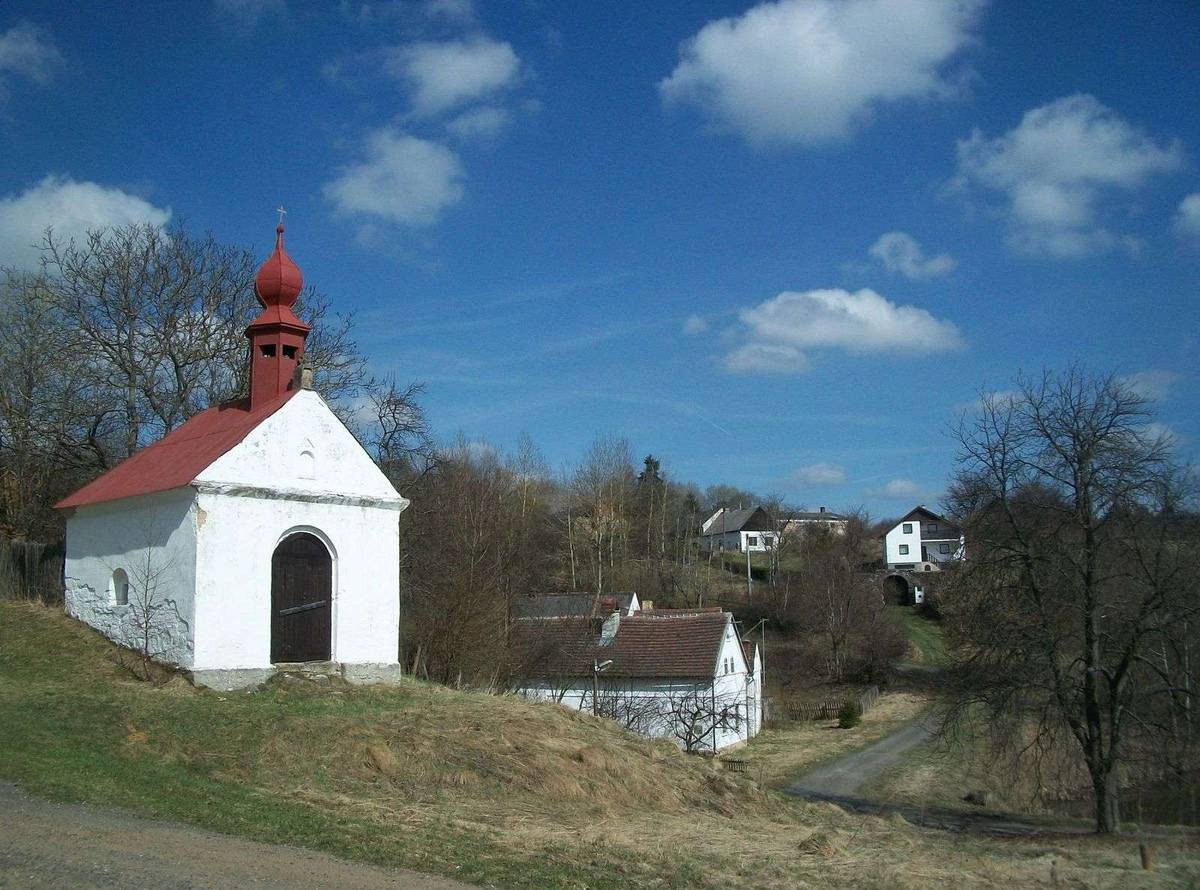
Chapelle à Kejšovice.
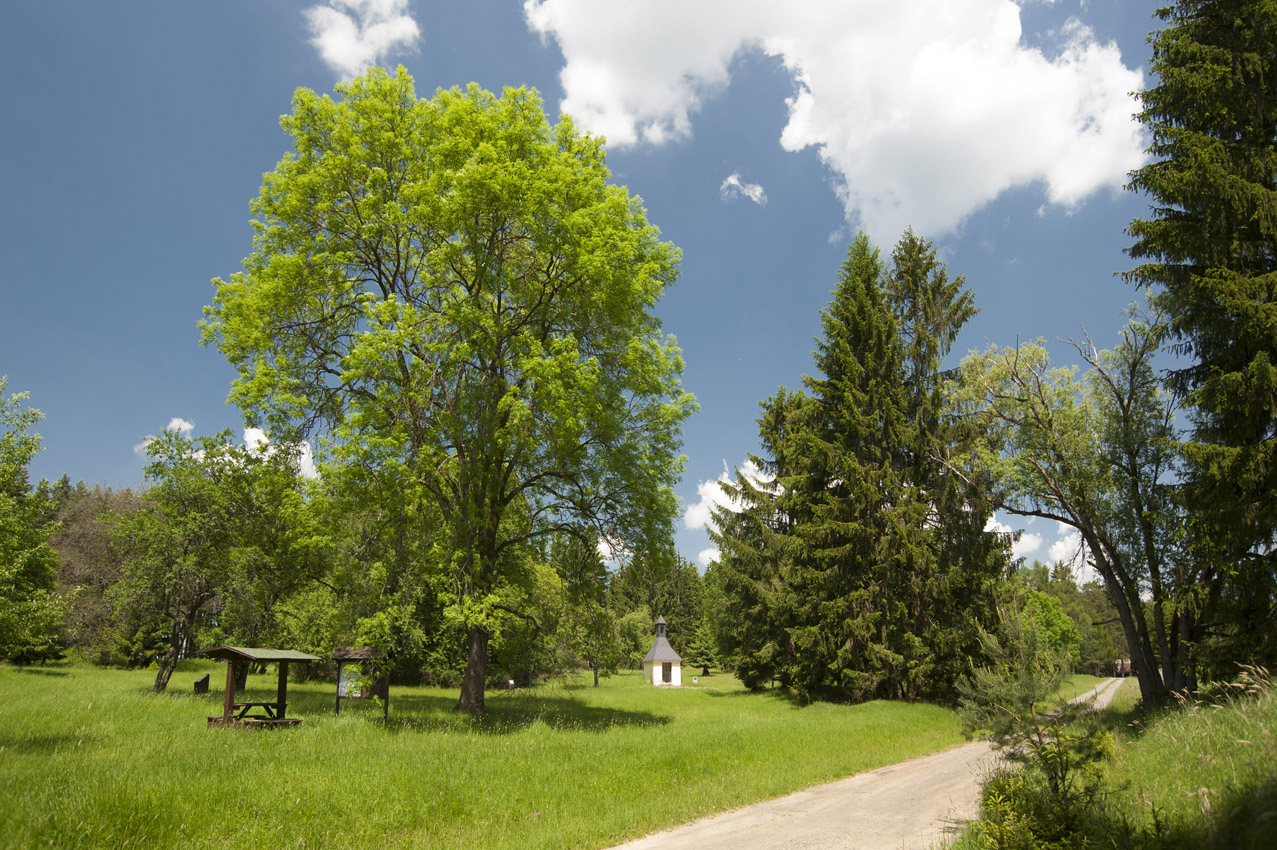
Chemin à Umíř.

## Transports
Par la route, Krsy se trouve à 25 km de Stříbro, à 33 km de Plzeň et à 126 km de Prague. 